# Lactose
Lactose, ((β-D-galactosepyranosyl)-D-glucopyranose) ook wel melksuiker genoemd, is een suiker die voorkomt in de melk van alle zoogdieren, koemelk bevat 4 tot 5 procent lactose. Lactose zit dus ook in de meeste zuivelproducten. Het komt niet voor in plantaardige producten. Zuivere lactose vormt grote, harde kristallen die moeilijk oplosbaar zijn. Lactose wordt daarom ook wel zandsuiker genoemd.
Lactose is een disacharide van galactose en glucose. Het is minder zoet dan suikers zoals sacharose (kristalsuiker / rietsuiker / bietsuiker) en glucose (druivensuiker).
Het lac-operon is een operon dat voor de regulatie van de afbraak van lactose zorgt en voorkomt in onder andere de bacterie Escherichia coli.

## Lactose-intolerantie
In de spijsvertering wordt lactose door het enzym lactase afgebroken tot de monosachariden (galactose en glucose) waaruit het is opgebouwd. Bij sommige mensen lukt dit afbreken echter niet goed door een gebrek aan dit enzym. Zij zijn daardoor overgevoelig voor lactose, een aandoening die lactose-intolerantie wordt genoemd. Dit houdt in dat ze geen grote hoeveelheden lactose kunnen verteren. Als iemand met deze aandoening een glas melk drinkt, kan onder andere misselijkheid optreden.
Lactose-intolerantie is zeker geen zeldzame aandoening. Ruim 2/3 van de wereld is lactose intolerant. Bijna alle mensen met een Afrikaanse of Aziatische achtergrond en de helft van Zuid-Europeanen zijn lactose-intolerant. Noord-Europeanen zijn echter bijna nooit lactose-intolerant. In Europa en Noord-Amerika wordt in bijna alle gerechten gebruikgemaakt van melkproducten. Behandeling kan alleen door niet te veel lactose binnen te krijgen of kort van tevoren lactase-enzymen in te nemen.